# Etude

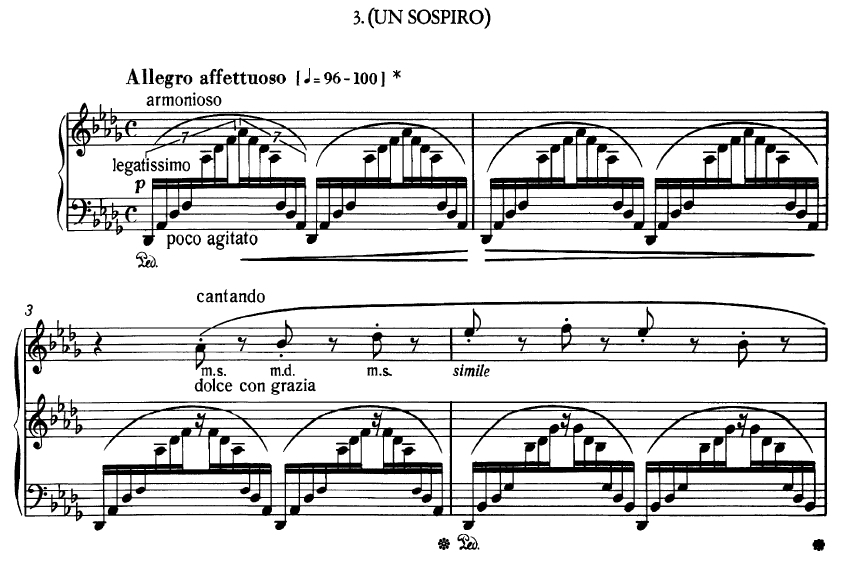
Concertetude 3 van Franz Liszt, getiteld Un Sospiro
Hierin worden verschillende speel-technische moeilijkheden uitgewerkt:
1. Het overzetten van de linkerhand over de rechter heen, waardoor de melodie afwisselend met links en rechts gespeeld moet worden,
2. De continuerende stroom van 16e noten in de begeleiding, die erg egaal en harmonieus moeten klinken.
Verderop in deze etude komen ook akkoordspel, octavenpassages en ornamentiek aan bod.

Een etude is in de muziek een oefenstuk dat wordt gespeeld om de techniek van de musicus op een hoger niveau te brengen. Het aan het Franse étude ontleende woord betekent studie.
Er bestaan twee soorten:
- De eigenlijke etude is enkel bedoeld als oefenstuk en niet geschikt om voor publiek uit te voeren. Ze bestaat vaak uit steeds herhaalde delen. Zo'n etude hoeft niet bijzonder moeilijk te zijn: de eerste pianolessen bestaan uit eenvoudige melodietjes die men etudes kan noemen. Er bestaan echter ook etudes waarvoor veel virtuositeit nodig is.
- Anderzijds is er de concertetude, een compositie die geschikt is voor recitals en waarvan de naam nog slechts te verklaren is uit de speciale behandeling van een speeltechnische moeilijkheid.

De vorm van de etude is meestal driedelig. Het middendeel onderscheidt zich van de beide hoekdelen door verandering van toonaard of door concentratie op andere speelfiguren.
In het piano-onderricht zijn met name de etudes van Carl Czerny roemrucht geworden. Ook binnen het vioolrepertoire en voor andere instrumenten zijn er etudes geschreven.
De techniek die in etudes behandeld wordt is vaak specifiek op een muzikaal-technisch/motorisch probleem gericht. De term 'techniek' is afgeleid van het Griekse woord 'τέχνη', kunst. In deze zin wordt techniek in de muziek dus iets dat gecultiveerd dient te worden als kunstvorm. Loze mechanisch-motorische techniek heeft slechts fysieke effecten op het speelapparaat van de speler. Muziekpedagogen adviseren derhalve om etudes met een kunstzinnige, dus tevens spirituele inslag te studeren, zodat de mechanisch-motorische ontwikkeling parallel blijft lopen aan de artistieke.
De kritiek op veel etudewerken is in de loop der tijd ontstaan vanuit het mechanische wereldbeeld dat lange tijd de muziekstudie domineerde. Snelheid werd welhaast belangrijker dan schoonheid, virtuositeit was lange tijd het 'imponeren' door mechanisch-motorische hoogstandjes. Tegenwoordig herleeft het standpunt dat techniek in dienst van expressie dient te staan. Techniek dus als uitbeelding, als het beantwoorden van de 'hoe'-vraag, die gesteld wordt nadat de 'wat'-vraag duidelijk is geworden. Tegenwoordig gaat men ervan uit dat etudes die inhoudelijk rijk zijn, uit hun aard derhalve meer resultaat bieden dan dorre droge oefeningen.

## Enkele componisten van etudes per instrument

### Piano
- Muzio Clementi
- Carl Czerny
- Frédéric Chopin
- Franz Liszt
- Aleksandr Skrjabin
- Claude Debussy
- Stephen Heller

### Viool
- Federigo Fiorillo (1755–1823)
- Rodolphe Kreutzer (1766–1831)
- Nicolò Paganini (1782–1840); geen echte etudes, maar zijn Caprices kunnen wel als zodanig beschouwd worden.
- Franz Wohlfahrt (1833–84)
- John Cage (1912–92)

### Altviool
- Lillian Fuchs (1901–95)

### Cello
- David Popper: Hohe Schule des Violoncellospiels - Vierzig Etüden für Violoncello solo
- Friedrich Dotzauer: Violoncellschules, een werk bestaande uit drie delen met 180 etudes en capriccio's voor solo cello.
- Jean-Louis Duport: Essai sur le doigté du violoncelle et sur la conduite de l'archet, een boekwerk over vingerzetting en bogen, met achterin 21 etudes geschreven door hemzelf, en een aantal van zijn leermeester Martin Berteau.
- Friedrich Kummer
- Sebastian Lee
- Bernhard Romberg

### Gitaar
- Fernando Sor (1778–1839)
- Matteo Carcassi (1792–1853)
- Giulio Regondi (1822–1872)
- Francisco Tárrega (1852–1909)
- Heitor Villa-Lobos (1887–1959)
- Andrés Segovia (1893–1987)
- Angelo Gilardino (b. 1941)
- Leo Brouwer (b.1939)

### Fluit
- Joachim Andersen
- Henri Altès
- Benoit Tranquille Berbiguier
- Giulio Briccialdi
- Louis Drouet
- Anton Bernhard Fürstenau
- Giuseppe Gariboldi
- Ernesto Köhler
- Marcel Moyse
- Paul Taffanel en Philippe Gaubert
- Trevor Wye